# Les Ingman
William Leslie „Les“ Ingman (* 17. August 1927 in Barrow in Furness; † 29. Oktober 1990 in Hounslow) war ein britischer Radrennfahrer und nationaler Meister im Radsport.

## Sportliche Laufbahn
Ingman war Teilnehmer der Olympischen Sommerspiele 1952 in Helsinki. Im olympischen Straßenrennen schied er beim Sieg von André Noyelle aus. Die britische Mannschaft belegte in der Mannschaftswertung den 11. Rang.
1954 und 1956 gewann er die nationale Meisterschaft im Bergzeitfahren jeweils vor Eric Wilson. Er startete für den Verein Apollo Cycling Club.